# Nicolas Beauzée
Nicolas Beauzée (Verdun, 9 maggio 1717 – Parigi, 23 gennaio 1789) è stato un grammatico francese, membro dell'Académie Française.

## Biografia

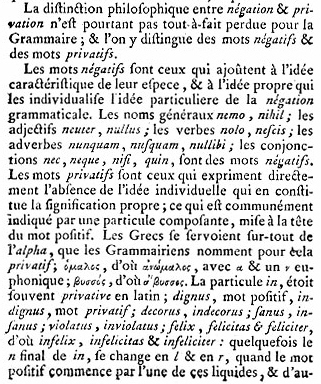
Articolo "Negazione" dallEnciclopedia di Diderot, d'Alembert e Jaucourt. Beauzée, autore dell’articolo, distingue "parole private" da "parole negative".

Dopo aver ricevuto l'educazione presso il Collegio dei Gesuiti di Verdun dal 1731 al 1739, Nicolas Beauzée visse per qualche tempo a Parigi prima di tornare nel 1747 a Verdun, dove pubblicò un libro di testo, Exposition abrégée des preuves historiques de la religion chrétienne. Malato, cadde in povertà finché Fontenelle non gli prestò soccorso. Tornato a Parigi, nel 1753 fu nominato professore di grammatica all'École militaire.
Dopo la morte di Dumarsais nel 1756, assunse la direzione della sezione Grammatica dell'Encyclopédie, a cui contribuì con 143 articoli, alcuni dei quali scritti, tra cui gli articoli di grammatica e di genere, con Douchet, suo collega all'École Militaire.
Sebbene Diderot non abbia indubbiamente apprezzato gli articoli Langue e Nom, in cui la lingua è descritta come una creazione divina, lo elogia nella Correspondance littéraire del 1º novembre 1767: “È lui che ha continuato la parte grammaticale nell'Encyclopédie, e il suo lavoro non sembra inferiore a quello di M. Dumarsais; il che è una bella lode. M. Beauzée ha ripreso tutti i suoi articoli, ha corretto alcuni errori, li ha ampliati e collegati con i pezzi necessari per formare un corpo completo".
La sua Grammaire générale, ou Exposition raisonnée des éléments nécessaires du langage, pubblicata nel 1767, la prima dopo la grammatica di Port-Royal ad affrontare un argomento così vasto, ebbe un grande successo. In essa Beauzée espone i principi della grammatica in modo metodico e chiaro. In particolare, riprende il concetto di vocale nasale, definito per la prima volta in francese da Louis de Courcillon de Dangeau nei suoi Essais de grammaire del 1694, e lo perfeziona. Primo a definire la nasalità in relazione all'oralità, postulò che le articolazioni nasali sono quelle “che fanno rifluire parte dell'aria sonora attraverso il naso al momento dell'intercettazione, in modo che al momento dell'esplosione ne rimanga solo una parte per produrre la voce articolata”. Le articolazioni orali sono quelle “che non costringono l'aria sonora a passare attraverso il naso al momento dell'intercettazione, in modo che al momento dell'esplosione tutto esca attraverso l'apertura ordinaria della bocca”. Anche Diderot riconobbe il valore di quest'opera, lodandola come “la più profonda che abbiamo”. La Grammaire générale fu addirittura plagiata in un Traité de la ponctuation di un certo M. J. H. M., che Beauzée denunciò al Journal de Paris del 12 febbraio 1784. Il suo lavoro gli valse anche una medaglia d'oro da parte dell'imperatrice Maria Teresa.
Pubblicò poi una traduzione delle Storie di Sallustio, nella quale, secondo Höfer, introdusse innovazioni nell'ortografia della lingua francese, e un'altra degli Opticks di Newton. Completò il Dictionnaire des synonymes dell'abate Girard e quello di de Livoy.
Federico II gli propose di venire a Berlino e di vivere con lui, ma il suo amore per la patria e il suo disinteresse superarono qualsiasi vantaggio considerevole, tanto che preferì vivere tranquillamente con la sua famiglia. Il 3 settembre 1768 Beauzée diventa membro dell'Accademia della Crusca, mentre nel 1772 viene eletto al 19º seggio dell'Académie française, in sostituzione di Duclos e pronunciò il suo discorso di accettazione il 6 luglio dello stesso anno.
I suoi articoli per l'Encyclopédie furono riuniti in un volume con quelli di Jean-François Marmontel sotto il titolo Dictionnaire de grammaire et de littérature (1789).

## Giudizio critico
Secondo il cavaliere di Boufflers, “in tutti i suoi scritti, Beauzée si è distinto per la grande rettitudine di giudizio e la rara finezza di concezione”, mentre Marie-Joseph Chénier descrive la Grammaire générale come un'opera “spesso nuova, sempre utile, e che lo sarebbe molto di più se non respingesse i lettori con uno stile al tempo stesso asciutto e diffuso”.
Sempre a proposito della Grammaire générale, l'abate Barthélemy dice che “è la descrizione della regione metafisica della grammatica; a volte è difficile seguire l'autore, in mezzo a tante discussioni aride e idee astratte; ma si è sempre costretti ad ammirare la finezza delle sue opinioni, o l'intrepidezza del suo coraggio”.
Nella Correspondance littéraire, philosophique et critique di Grimm, Diderot scrive che la Grammaire di Beauzée è:
(Denis Diderot, Correspondance littéraire, philosophique et critique)